# Alchemilla turkulensis
Alchemilla turkulensis är en rosväxtart som beskrevs av Pawl.. Alchemilla turkulensis ingår i släktet daggkåpor, och familjen rosväxter. Inga underarter finns listade i Catalogue of Life.